# 無声放電
無声放電（むせいほうでん）、または誘電体バリア放電（ゆうでんたいバリアほうでん、Dielectric barrier discharge:英語版）とは、一定の間隔をおいた平板の片方、もしくは両方の電極を絶縁体（誘電体）で覆い、交流電圧をかけた場合におこる放電のことである。

## 概要
電極が絶縁体で覆われているため電極に電荷が流れ込むことができず、大きな電流が流れない。そのため火花放電やコロナ放電のように放電時に音がせず、そのため無声放電とも呼ばれる。放電部分は空気中では紫がかった光を発する。
この放電はオゾン生成装置（オゾナイザ）やプラズマディスプレイ、NOxやSOxといった有害排気ガスの分解、重合反応などに応用される。